# Sankt Ols Kirke
Sankt Ols Kirke är en kyrka (rundkyrka) i socknen Olsker Sogn på Bornholm i Köpenhamns stift. Kyrkan är med sina 26 meter den högsta på Bornholm.

## Kyrkobyggnaden
Byggnaden uppfördes vid mitten av 1100-talet och fick sitt namn efter kung Olav den helige som stupade 1030 under Slaget vid Stiklestad. Uppdelad i tre våningar fick byggnaden fungera som både kyrka och försvarsanläggning. Kyrkorummet är beläget i nedersta våningen och har ett tunnvalv som stöds av den runda ytterväggen och en mittpelare. Mittpelaren bär upp de övre våningarna.

## Inventarier
- Dopfunten i romansk stil av grå kalksten har färgrester som härstammar från vikingatiden. Under en tid användes funten som fodertråg för kalvar. Tillhörande dopfat är ett sydtyskt arbete från 1575.
- Predikstolen är från senare hälften av 1500-talet. Under 1700-talet dekorerades den med målningar föreställande av evangelister och änglar.
- Altarbordet är nytillverkat av granit. Altartavlan är en trärelief snidad 1950 av Gunnar Hansen. Motivet är kvinnorna vid Jesu grav. En altartavla i renässansstil från omkring år 1600 är delvis bevarad.
- En orgel med fyra stämmor är byggd av Axel Starup.

## Bildgalleri

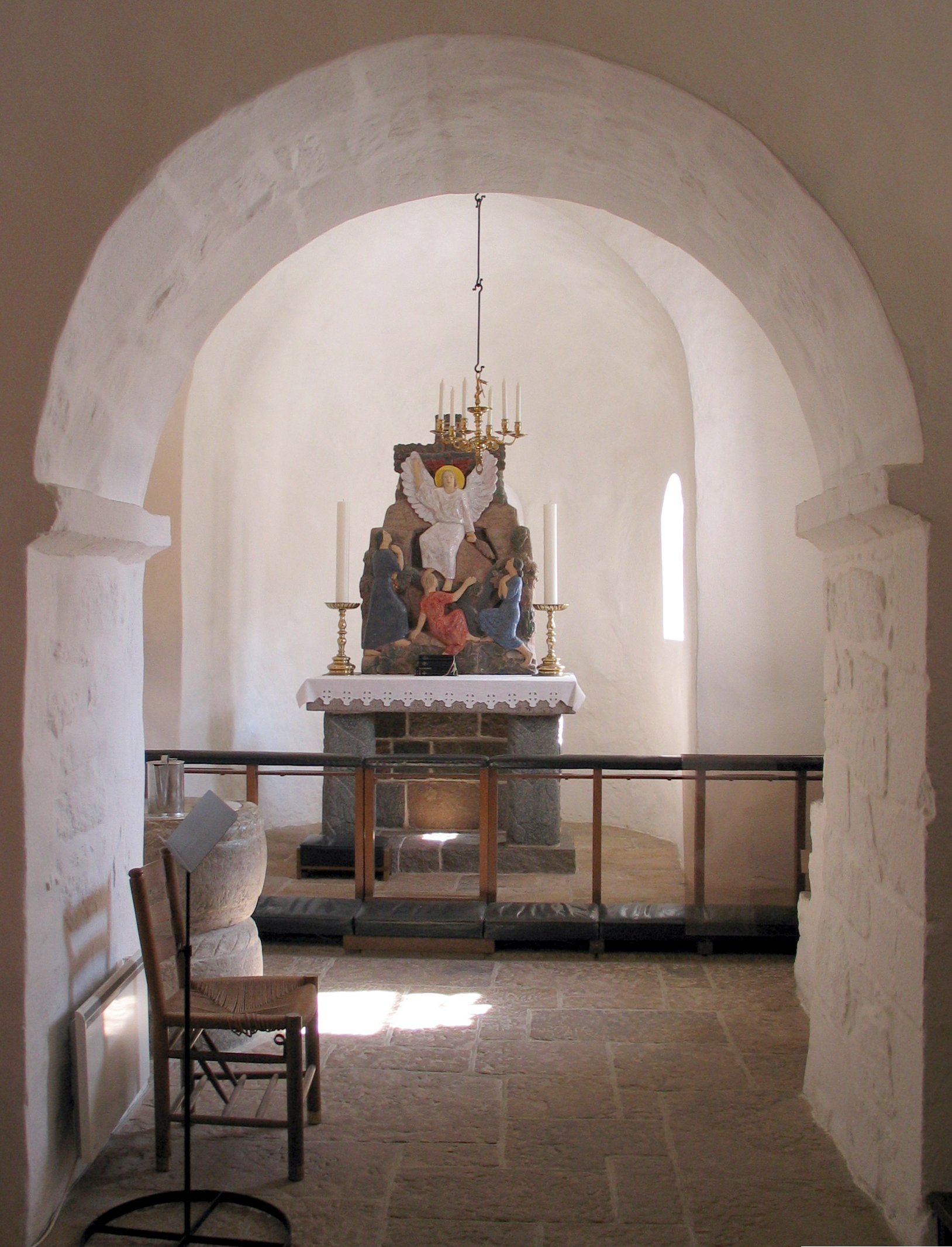
Kor och absid
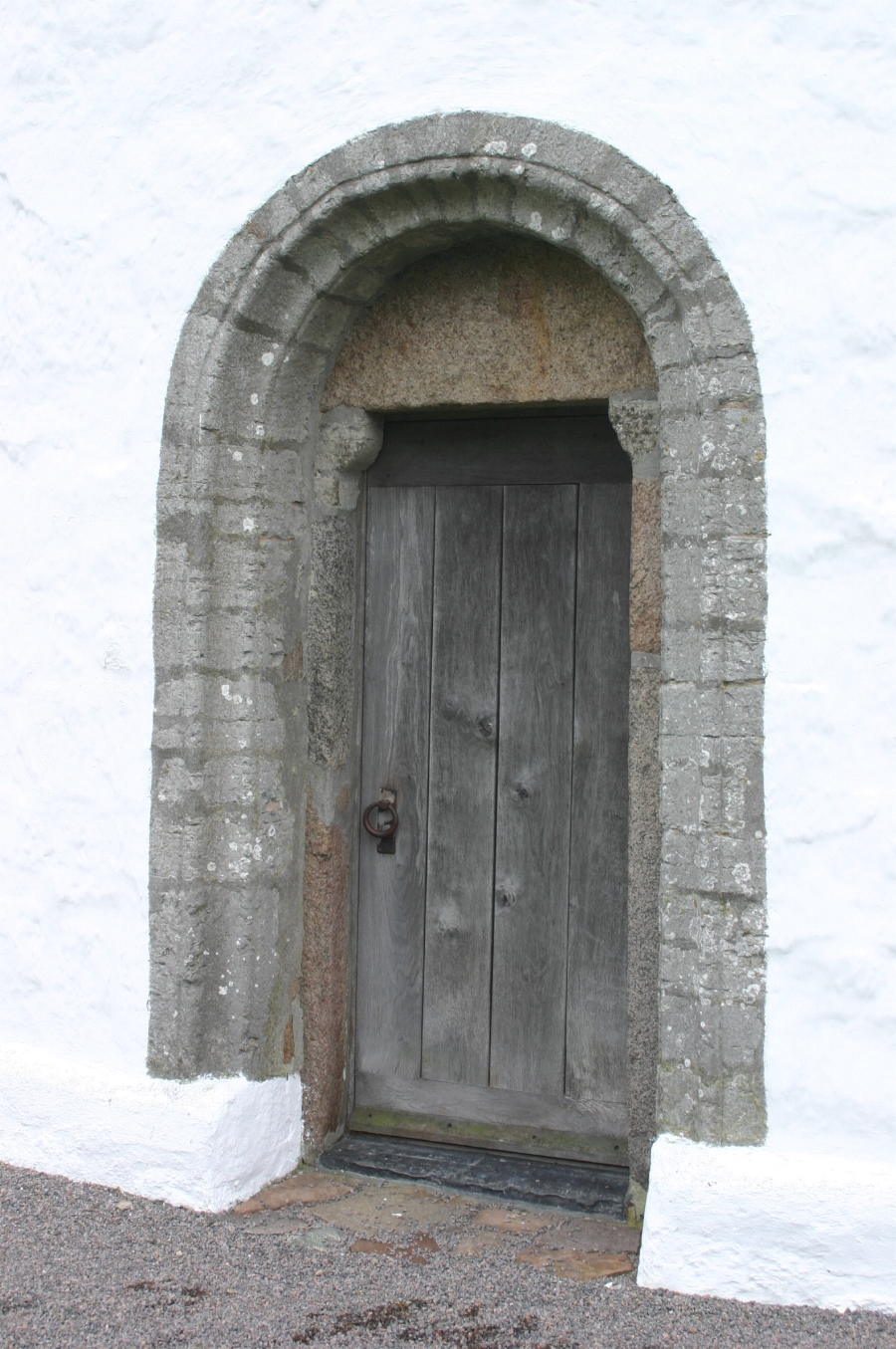
Dörr i romansk stil
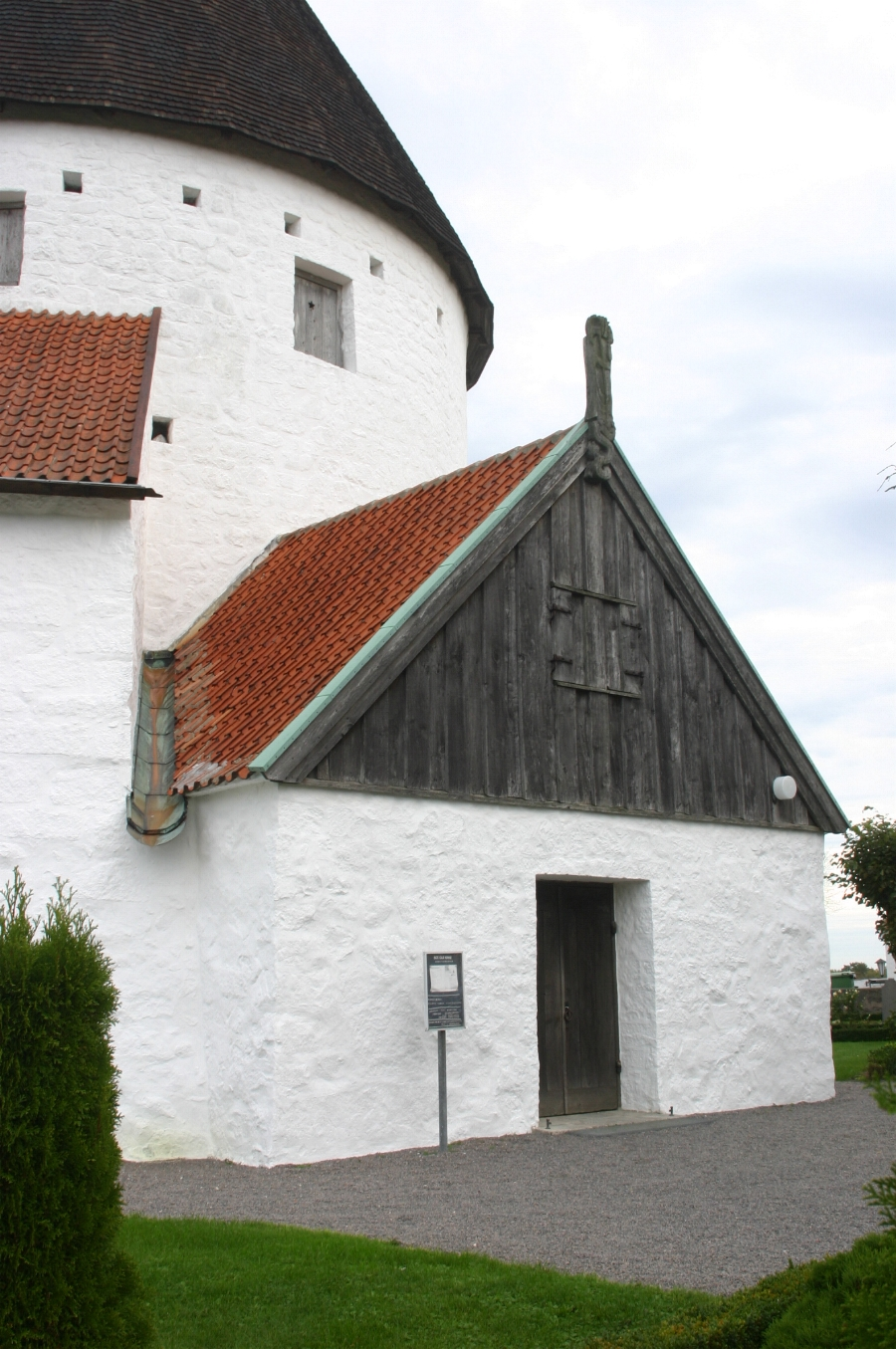
Vapenhus
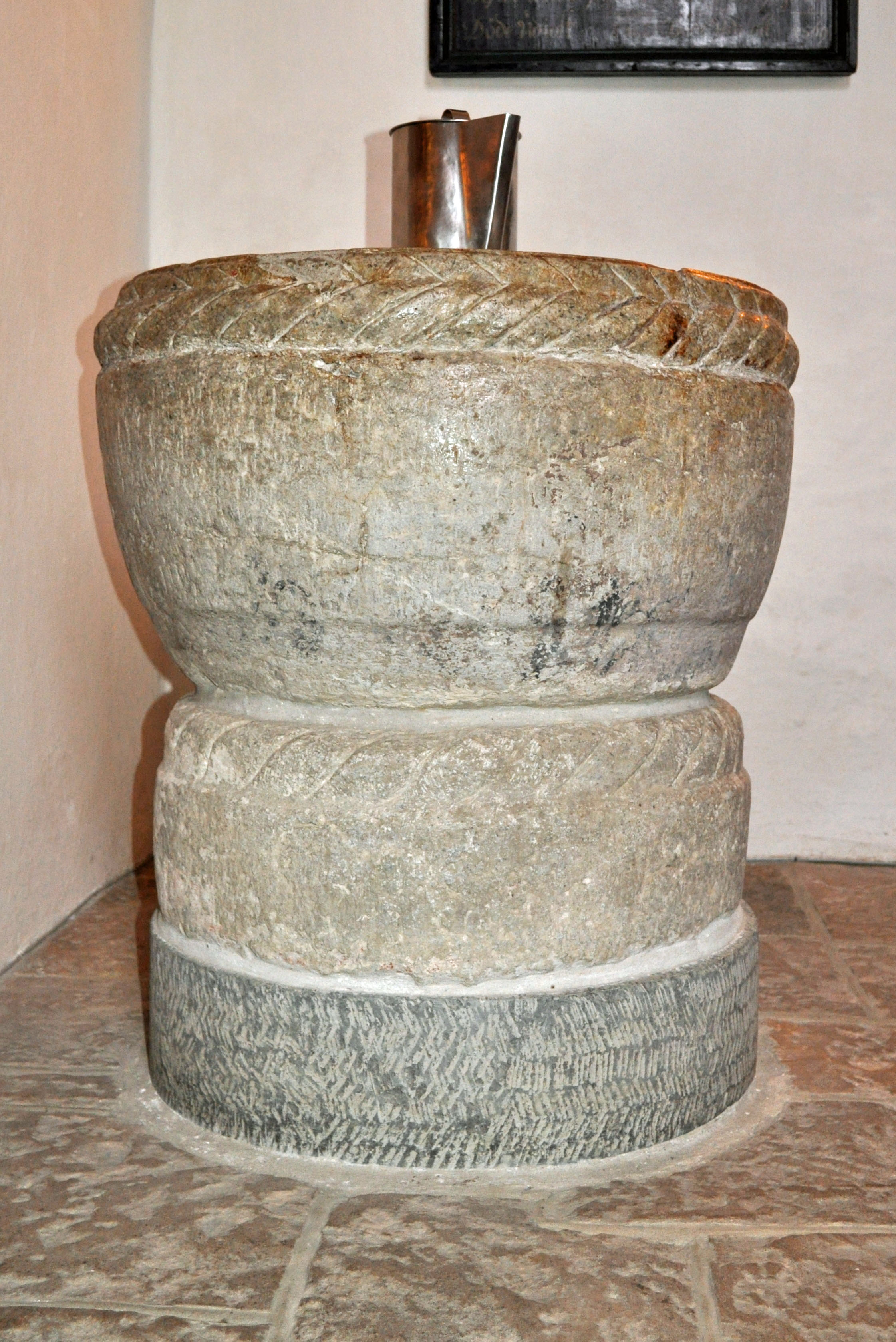
Dopfunt